# فريد طراد
فريد طراد مهندس معماري لبناني وكاتب مقالات في المجال المعماري والعمراني وفنان ورسام ونقابي ووير لبناني سابق سنة 1958 وأستاذ هندسة جامعي من مواليد سنة 1901.

## تعليمه ومساره المهني
خريج المدرسة المركزية للفنون والصناعات "École Centrale Des Arts Et Manifactures"، بدأ بمزاولة المهنة بشكل حديث ورسمي-منظم بإنشاء مكتب دراسات منذ تخرجه سنة 1926، والذي استمر فيه حتى وفاته سنة 1969. إذ يعتبر فريد طراد من منظمي مزاولة مهنة المعماري والمهندس في لبنان، إذ حتى الخمسينات لم يكن القانون يفرض اللجوء إلى حاملي الشهادات الهندسية أو المعمارية لتشييد المباني. بيد أن فريد طراد ومجموعة من أبناء جيله، بفضل ممارستهم الجيدة، وخبرتهم العلمية، استطاعوا أن يرفعوا من شأن المهنة وسرعان ما أصبح الاختصاص ضروريا ً ثم ملزما ً خصوصا بعد تأسيس نقابة المهندسين عام 1951 الذي كان من أحد المؤسسين البارزين لها.

## مشاريع وانجازات معمارية
صمم فريد طراد عددا ً كبيرا ً من المباني التي طبعت تاريخ العمارة في لبنان والمنطقة، وكان بعضها سباقا ً في إحدى النواحي، يذكر منها:
- فندق ريجنت ( 1936- 1940 ): في الزاوية الشمالية الغربية لساحة البرج. كان فندق ريجنت أحد أكبر الفنادق في زمنه، احتوى على 63 غرفة، وقد تميّز بجودة أدائه الوظيفي المعتمد على مفاهيم الوظيفية الحديثة.

- سينما أمبير: كانت سينما أمبير أكبر صالة في بيروت عند تشييدها. اتسعت لـ 500 مقعد، موزّعة على طابق الأوركسترا وطابقين علويين ( بلكون ) أعطياها فرادة بين دور السينما.

- سينما دنيا ( 1944- 1946 ): عند افتتاحها سنة 1946، انفردت سينما دنيا بمساحة بلكونها المدهش، الذي اتسع لـ 750 مقعدا ً. وقد بدا معلقا ً على الجدارين الجانبيين للصالة بفضل غياب الجسور تحته.

- قصر العدل (بيروت) ( 1959- 1963).

- هنغارات المطار الضخمة ذات الأطواق الخرسانية.

- معمل قساطلي ( أصبح اليوم سوبرماركت عون ) في ذوق مصبح، وفي سقفه جسور مقلوبة طولها 22 مترا ً، مما سمح بإضائة متساوية في الداخل.
- جسر الواطي القديم على نهر بيروت الذي صممه ونفذه فريد طراد وقد وفّر على الدولة نصف المبلغ المرصود.

## نشاطات وتأسيسات إدارية
كان من مؤسسي الجمعية اللبنانية للمهندسين والمعماريين عام 1934. كان من بين مؤسسي نقابة المهندسين عام 1951، عمل بعدعا على تنظيم حقل مزاولة المهنة في إطار وشروط قانونية. زاد ذلك بشكل أعمق خلال رئاسته للنقابة عامي 1959 و 1960، إذ ساهم في تنظيم المهنة وفي تحديد الفروع فيها، فثبّت خصائص كل منها: الأحرار، المتعهدون والموظفون.
لفريد طراد دور مهم في إنشاء بيت المهندس - وإن لم يبن على عهد رئاسته - حيث اختار الموقع الأول، ثم الثاني الذي اعتمد لإنشاء المبنى الحالي، وكان عضوا ً في اللجنة التحكيمية التي اختارت التصميم الفائز عام 1967.